# La fine cresce da dentro
La fine cresce da dentro è il settimo album in studio del gruppo musicale italiano Cripple Bastards. Il disco è stato pubblicato il 9 novembre del 2018 dalla Relapse Records. L'uscita dell'album è stata preceduta dalla pubblicazione dei tre singoli Passi nel vuoto, Non coinvolto e La memoria del dolore. Le parti strumentali sono state registrate dall'ottobre del 2017 al febbraio del 2018 presso lo SPVN Studio a Como. Le tracce vocali invece sono state registrate nel febbraio del 2018 al Toxic Basement Studio di Milano. Il mixaggio è stato eseguito nel marzo del 2018 da Fredrik Nordström allo Studio Fredman a Göteborg. La copertina e le immagini dell'album sono produzioni di Alan Maglio. 

## Tracce
Tutti i testi sono stati scritti da Giulio the Bastard
1. Suicidio assistito – 0:16
2. Non coinvolto – 2:04
3. La memoria del dolore – 1:51
4. Passi nel vuoto – 1:56
5. Ombra nell'ombra – 0:46
6. Due metà in un errore – 1:53
7. Chiusura forzata – 5:09
8. Dove entra il coltello – 0:57
9. Crimine contro l'immagine – 1:45
10. Narcolessia emotiva – 1:50
11. Nervi in guerra – 1:05
12. Sguardo neutro – 1:38
13. Interrato vivo – 0:06
14. Equilibrio ansiogeno – 0:04
15. Quali sentieri – 0:07
16. Decessi per cause sconosciute – 1:21
17. Recidive – 1:33
18. Crociati del mare interno – 4:41

## Formazione
- Giulio the Bastard – voce
- Der Kommissar – chitarra
- Schintu the Wretched – basso
- Raphael Saini – batteria